# Apollo–11 jóakarati üzenetek

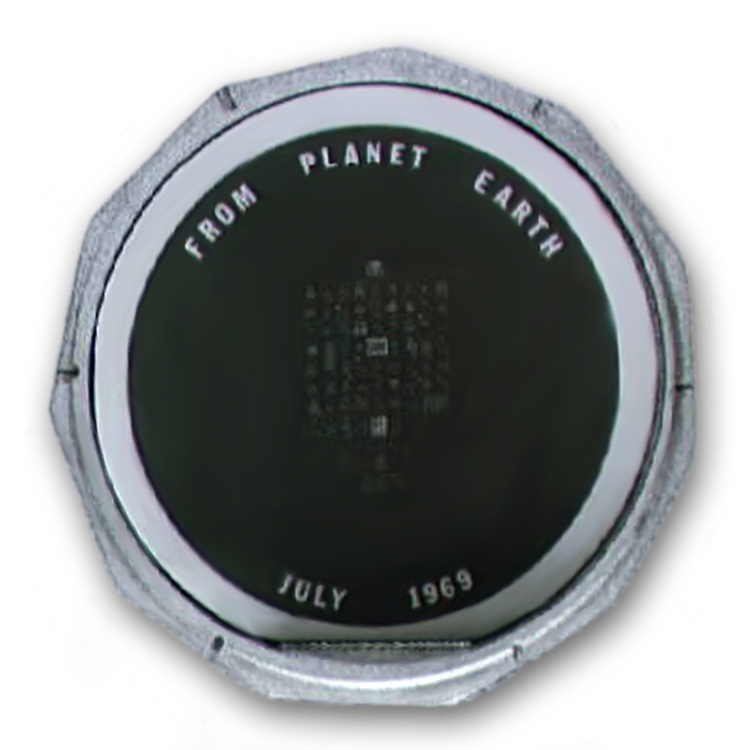
Az Apollo–11 űrhajósai által a holdfelszínen hagyott szilíciumkorong, amely más egyebek mellett földi jóakarati üzeneteket hordozott

Az Apollo–11 jóakarati üzenetek az Apollo-program során, az Apollo–11 űrhajósai által 1969-ben a Holdra vitt és ott a holdfelszínen hagyott szimbolikus tárgyra – egy kis, ötvencentes érme nagyságú szilíciumlemezre – 73 ország vezetői nevében vésett üzenetek. A korong ezen kívül tartalmazta az amerikai Kongresszus vezetőinek neveit, illetve a törvényhozás két kamarája mindazon törvényalkotójának nevét, akik közreműködtek a NASA létrehozásában, ezenkívül pedig az űrügynökség felső vezetőinek nevét, beleértve a múltbeli főigazgatókat és helyetteseiket.
A NASA az űrverseny keretében 1969-ben sikerrel küldött űrhajósokat a Holdra, és az első sikeres leszállás során egy sor szimbolikus tárgyat és üzenetet is hagyott a Hold felszínén, amely az expedíciók békés jellegét volt hivatott jelezni. Ezek egyike volt a kis szilíciumlap, amelyen ez az üzenet állt: „Jóakarati üzenet a világ minden tájáról, amelyet az Apollo–11 űrhajósai juttattak a Holdra”. A korong peremén pedig a „Föld bolygóról – 1969” felirat volt olvasható.
A korongot fotómaratási eljárással készítették el, oly módon, hogy a GCA Corpnál, Burlingtonban, a cég készített egy fotónegatívot a feliratokkal (amelyen feltüntették a méreteket, azaz a kicsinyítés mértékét is), majd a negatívot megkapta a Sprague Electric Company, hogy a negatívon levő szöveget egy üres szilíciumkorongra vetítse és belemarassa a felületbe. Az üzenet Thomas O. Paine NASA-főigazgató javaslatára született, aki javasolta az USA Külügyminisztériumának, működjenek közre, hogy minél több külföldi vezető segítsen az üzenet elkészítésében. Ezeket az üzeneteket írták le, majd 1/200 arányban kicsinyítették, hogy a korongra marassák a szöveget.
Maga a korong egy alumíniumtartóban kapott helyet, és Buzz Aldrin űrhajós űrruhájának vállzsebében utazott a Holdra más emléktárgyakkal egyetemben. A holdfelszínre helyezéskor Neil Armstrong parancsnok külön figyelmeztette a holdkomppilótát, hogy ne felejtse el az emléktárgyat, miközben az űrhajós felfelé mászott a holdkomp létráján az űrsétájuk befejeztével. Aldrin akkor dobra a talajra a tartójában fekvő korongot. Később a houstoni irányítás is rákérdezett, és megerősítést nyert, hogy kihelyezték az üzeneteket.

## Az üzenetet aláíró országok és képviselőik
| Ország                                             | Aláíró                                                                      |
| -------------------------------------------------- | --------------------------------------------------------------------------- |
| Afganisztán                                        | Mohammed Zahir király                                                       |
| Argentína                                          | Juan Carlos Onganía köztársasági elnök                                      |
| Ausztrália                                         | John Gorton miniszterelnök                                                  |
| Belgium                                            | I. Baldvin király                                                           |
| Brazília                                           | Artur da Costa e Silva köztársasági elnök                                   |
| Kanada                                             | Pierre Trudeau miniszterelnök                                               |
| Csád                                               | François Tombalbaye köztársasági elnök                                      |
| Chile                                              | Eduardo Frei Montalva köztársasági elnök                                    |
| Kína                                               | Csang Kaj-sek köztársasági elnök                                            |
| Kolumbia                                           | Carlos Lleras Restrepo köztársasági elnök                                   |
| Kongói Demokratikus Köztársaság                    | Joseph-Desiré Mobutu köztársasági elnök                                     |
| Costa Rica                                         | José Joaquín Trejos Fernández köztársasági elnök                            |
| Ciprus                                             | III. Makáriosz köztársasági elnök                                           |
| Benin                                              | Émile Derlin Zinsou államelnök                                              |
| Dánia                                              | IX. Frigyes király                                                          |
| Dominikai Köztársaság                              | Joaquin Balaguer köztársasági elnök                                         |
| Ecuador                                            | José María Velasco Ibarra köztársasági elnök                                |
| Észtország Észt diplomáciai szolgálat emigrációban | Ernst Jaakson Észtországnak az Egyesült Államokba akkreditált nagykövete    |
| Etiópia                                            | Hailé Szelasszié császár                                                    |
| Ghána                                              | Akwasi Afrifa államelnök                                                    |
| Görögország                                        | Georgiosz Zoitakisz régens                                                  |
| Guyana                                             | Forbes Burnham miniszterelnök                                               |
| Izland                                             | Kristján Eldjárn köztársasági elnök                                         |
| India                                              | Indira Gandhi miniszterelnök                                                |
| Irán                                               | Mohammad Reza Pahlavi sah                                                   |
| Írország                                           | Éamon de Valera köztársasági elnök                                          |
| Izrael                                             | Zalman Shazar köztársasági elnök                                            |
| Olaszország                                        | Giuseppe Saragat köztársasági elnök                                         |
| Elefántcsontpart                                   | Félix Houphouët-Boigny köztársasági elnök                                   |
| Jamaica                                            | Hugh Shearer miniszterelnök                                                 |
| Japán                                              | Szató Eiszaku miniszterelnök                                                |
| Kenya                                              | Jomo Kenyatta köztársasági elnök                                            |
| Laosz                                              | Szavangvatthana király                                                      |
| Lettország Lett diplomáciai szolgálat emigrációban | Anatols Dinbergs Lettországnak az Egyesült Államokba akkreditált nagykövete |
| Libanon                                            | Charles Helou köztársasági elnök                                            |
| Lesotho                                            | Leabua Jonathan miniszterelnök                                              |
| Libéria                                            | William Tubman köztársasági elnök                                           |
| Madagaszkár                                        | Philibert Tsiranana köztársasági elnök                                      |
| Malajzia                                           | Sultan Ismail Nasiruddin Shah szultán                                       |
| Maldív-szigetek                                    |                                                                             |
| Mali                                               | Moussa Traoré köztársasági elnök                                            |
| Málta                                              | Giorgio Borg Olivier miniszterelnök                                         |
| Mauritius                                          | Seewoosagur Ramgoolam miniszterelnök                                        |
| Mexikó                                             | Gustavo Díaz Ordaz köztársasági elnök                                       |
| Marokkó                                            | II. Haszan király                                                           |
| Hollandia                                          | Julianna királynő                                                           |
| Új-Zéland                                          | Keith Holyoake miniszterelnök                                               |
| Nicaragua                                          | Anastasio Somoza Debayle köztársasági elnök                                 |
| Norvégia                                           | V. Olaf király                                                              |
| Pakisztán                                          | Yahya Khan köztársasági elnök                                               |
| Panama                                             | Bolívar Urrutia Parrilla köztársasági elnök                                 |
| Peru                                               | Juan Velasco Alvarado köztársasági elnök                                    |
| Fülöp-szigetek                                     | Ferdinand Marcos köztársasági elnök                                         |
| Lengyelország                                      | Jerzy Michałowski Lengyelország amerikai nagykövete                         |
| Portugália                                         | Américo Tomás köztársasági elnök                                            |
| Románia                                            | Nicolae Ceaușescu A Román Kommunista Párt Főtitkára                         |
| Szenegál                                           | Léopold Sédar Senghor köztársasági elnök                                    |
| Sierra Leone                                       | Siaka Stevens miniszterelnök                                                |
| Dél-afrikai Köztársaság                            | Jacobus Johannes Fouché államelnök                                          |
| Dél-Korea                                          | Pak Csong Hi köztársasági elnök                                             |
| Dél-Vietnám                                        | Nguyễn Văn Thiệu köztársasági elnök                                         |
| Szváziföld                                         | II. Sobhuza király                                                          |
| Thaiföld                                           |                                                                             |
| Togo                                               | Gnassingbé Eyadéma köztársasági elnök                                       |
| Trinidad és Tobago                                 | Eric Williams miniszterelnök                                                |
| Tunézia                                            | Habib Burgiba köztársasági elnök                                            |
| Törökország                                        | Cevdet Sunay köztársasági elnök                                             |
| Egyesült Királyság                                 | II. Erzsébet királynő                                                       |
| Felső-Volta                                        | Sangoulé Lamizana köztársasági elnök                                        |
| Uruguay                                            | Jorge Pacheco Areco köztársasági elnök                                      |
| Vatikán                                            | VI. Pál pápa                                                                |
| Jugoszlávia                                        | Josip Broz Tito köztársasági elnök                                          |
| Zambia                                             | Kenneth Kaunda köztársasági elnök                                           |

## Fordítás
Ez a szócikk részben vagy egészben  az   Apollo 11 goodwill messages című angol Wikipédia-szócikk ezen változatának fordításán alapul.  Az eredeti cikk szerkesztőit annak laptörténete sorolja fel. Ez a jelzés csupán a megfogalmazás eredetét és a szerzői jogokat jelzi, nem szolgál a cikkben szereplő információk forrásmegjelöléseként.